# Pogonocherus anatolicus
Pogonocherus anatolicus là một loài bọ cánh cứng trong họ Cerambycidae.